# Abdullah Afeef Didi
Abdullah Afeef Didi (in maldiviano އަބްދުﷲ އަފީފު ދީދީ‎; Atollo Seenu, 1916 – Seychelles, 13 luglio 1993) è stato un politico maldiviano, è stato il primo ed unico Capo di Stato e del governo separatista della Repubblica Unita delle Suvadive dal 1958 al 1963.
Nel 1959 venne svolta il referendum che di seguito ci fu un breve conflitto e di seguito la sua carica da presidente venne abolita ed esiliato nelle Seychelles, che rimase fino alla sua morte.
Suo figlio, Ahmed Afeef Didi, è il vicepresidente delle Seychelles, dal 2020.